# Lac aux Deux Décharges (Mont-Valin)
Pour les articles homonymes, voir Lac aux Deux Décharges.
Le lac aux Deux Décharges est un plan d'eau douce du bassin versant de la rivière Péribonka, situé sur la rive Nord-Ouest du fleuve Saint-Laurent, dans le territoire non organisé de Mont-Valin, dans la municipalité régionale de comté (MRC) du Fjord-du-Saguenay, dans la région administrative de la Saguenay–Lac-Saint-Jean, dans la province de Québec, au Canada.
Ce lac encaissé entre les montagnes offre un décor majestueux. Les sommets de montagne atteignent : 954 km du côté Est, 860 km du côté Ouest et 878 km du côté du côté Sud soit le mont de l’Andromède.
La foresterie constitue la principale activité économique du secteur ; les activités récréotouristiques sont accessoires compte tenu de l’éloignement géographique et du manque de routes d’accès,,.
La surface du lac aux Deux Décharges est habituellement gelée de la fin novembre au début avril, toutefois la circulation sécuritaire sur la glace se fait généralement de la mi-décembre à la fin mars.

## Géographie
Le « lac aux deux décharges » se situe sur le versant Sud de la ligne de partage des eaux ; le versant Nord s’écoule par la rivière Boivin.
Les principaux bassins versants voisins du lac aux Deux Décharges sont :
- côté Nord : rivière aux Outardes, rivière Carignan, rivière Boivin ;
- côté Est : rivière Boivin, lac Plétipi, rivière des Montagnes Blanches, rivière Falconio ;
- côté Sud : rivière du Cran Cassé, rivière Savane, rivière Carole, rivière Benoît, rivière à Michel Nord, rivière Péribonka ;
- côté Ouest : rivière Savane, rivière Courtois, rivière Péribonka, rivière Témiscamie[1].

Le lac aux Deux Décharges comporte une longueur de 9,4 km, une largeur maximale de 4,0 km et une altitude de 742 m. Ce lac est surtout alimenté par la décharge d’un lac (venant de l’Ouest), par douze ruisseaux de montagne.
L’embouchure du lac aux Deux Décharges est localisée dans sa partie Sud sur la rive Nord du lac, soit à :
- 5,6 km au Nord-Ouest de l’embouchure du lac du Cran Cassé ;
- 26,1 km au Nord-Est de l’embouchure de la rivière Savane ;
- 18,8 km à l’Est du cours de la rivière Péribonka Est ;
- 22,6 km à l’Ouest du lac Plétipi ;
- 35,7 km au Sud-Ouest de la rivière aux Outardes ;
- 98,7 km au Nord de l’embouchure de la rivière Savane (confluence avec la rivière Péribonka)[1],[4].

À partir de l’embouchure du lac aux Deux Décharges, le courant descend en suivant le cours de la rivière du Cran Cassé sur 34,4 km vers le Sud, le cours de la rivière Savane sur 67,2 km vers le Sud-Ouest, le cours de la rivière Péribonka sur 436,3 km vers le Sud, traverse le lac Saint-Jean sur 29,3 km vers l’Est, puis emprunte sur 155 km le cours de la rivière Saguenay vers l’Est jusqu'à la hauteur de Tadoussac où il conflue avec le fleuve Saint-Laurent.

## Toponymie
Selon la Commission de toponymie du Québec, le toponyme « lac aux deux décharges » est descriptif de sa nature étant situé sur une ligne de partage des eaux et décharge son trop-plein par deux extrémités : au nord vers la rivière Boivin et au sud vers la rivière du Cran Cassé. Néanmoins, le site Toporama indique que le « lac aux Deux Décharges » a une altitude de 742 m alors que le lac voisin (côté Nord-Est) a une altitude de 748 m ; une étroite bande de terre de 0,3 km sépare les deux lacs.
La langue innue, fort précise pour désigner les éléments naturels, a un terme spécifique pour les étendues d'eau à deux décharges, phénomène fréquent dans les régions fréquentées par les Innus : itomamo ou itomamis.
Le toponyme "Lac aux Deux Décharges" a été officialisé le 5 décembre 1968 par la Commission de toponymie du Québec.